# محمود مجيد
محمود مجيد لاعب عراقي سابق ومدرب حاليا، اشتهر عندما كان لاعباً بتسجيله للأهداف فكان هدافاً لثلاث دوريات عربية مختلفة مع نادي الشرطة العراقي وشباب الساحل اللبناني وتشرين السوري واسمه الكامل محمود مجيد سلمان النعيمي وهو من مواليد العام 1974م.

## انطلاقته الأولى
كانت بدايته الأولى مع كرة القدم باللعب في مدرستي الصادق والامين ومن ثم الفرق الشعبية في منطقة بغداد الجديدة في بغداد ثم شباب النادي الآثوري وكانت محطته الأولى مع الاندية في نادي صلاح الدين موسم 91 حيث لعب معه أول مباراة له في بطولة الكأس امام الأمانه وسجل فيها اولى اهدافه المحلية.

## تدرجه مع أندية الدوري العراقي
لعب لعدة اندية في الدوري العراقي اولها نادي صلاح الدين في العام 1991 ثم لعب لنادي الجيش موسمين 92-93 ثم الزوراء مواسم 94-95-96 ثم الشرطة 97 ثم الساحل اللبناني مواسم 98-99-2001 ثم التضامن صور موسم 2000 والنجمة موسم 2002 وتشرين السوري موسم 2003-2004 ثم عاد للزوراء موسم 2005 ثم الفتوة السوري موسم 2006 .. وتخللت هذه المشاركات مع الأندية إعارة لنادي الأهلي الأردني من تشرين موسم 2004 كما لعب لنادي صحم العماني أواخر موسم 2006 .

## انجازاته على الصعيد المحلي والخارجي
حصل على بطولتي الدوري والكأس مع نادي الزوراء موسم 94-96 والدوري وأم المعارك مع الشرطة 97 وهو من سجل الهدف الحاسم للشرطة ضد نادي الصليخ في الدقيقة 94 من المباراة من ضربة جزاء اهدت نادي الشرطة اللقب بعد انتظار دام لـ 18 عام ويضاف إلى هذه الإنجازات حصولة على لقب أفضل لاعب شاب موسم 92-93 وخلال فترة احترافه في الدوري اللبناني حصل على لقب الدوري والكأس مع نادي تضامن صور عام 2000 والكأس مع الساحل 2001 والنخبة مع النجمة موسم 2002 ..ا ضافة إلى حصوله على لقب بطولة الكأس مع تشرين السوري.

## عمله في مجال التدريب
اشترك في دورتين تدريبيتين في جمهورية التشيك بي وأي عامي 2009-2010 بقيادة المدرب ماتشالا ليتجه بعدها إلى مجال التدريب حيث عمل كمدرب أساسي في نادي الكرامة السوري وظفار العماني وتشرين السوري وعمل أيضاً كمدرب مساعد مع نادي ظفار العماني مع المدرب عبد الإله عبد الحميد وحاليا يعمل مدرباً في دوري كردستان العراق مع نادي هالو.